# Erica Motta Lima
Erica Motta Lima(São Paulo, 22 de maio de 1996), apelidada de Kika, é  uma jogadora de voleibol brasileira. Ela atua na posição de Líbero, integrante da equipe do Batavo Mackenzie e fez parte da seleção brasileira na Liga das Nações de Voleibol Feminino de 2025.

## Carreira
A líbero Kika atuou nos seguintes clubes durante a carreira:.
- ADC Bradesco (2012-2016)
- Fluminense FC (2016-2017)
- Osasco (2017-2021)
- Pinheiros (2021–2024)
- Gerdau Minas (2024–2025)
- Batavo Mackenzie (2025-)

## Seleção Brasileira
Em 2011, integrou a seleção brasileira sub-17 no Campeonato Sul-Americano de Voleibol Feminino Sub-17 de 2011, que consquistou a medalha de ouro..
Em 2025, foi umas líberos da seleção brasileira na Liga das Nações de Voleibol Feminino de 2025, que conquistou a medalha de prata.
.